# Pseudospinaria
Pseudospinaria är ett släkte av steklar. Pseudospinaria ingår i familjen bracksteklar.
Kladogram enligt Catalogue of Life:
| Pseudospinaria | \| \| Pseudospinaria attenuata \| \| \| \| \| \| Pseudospinaria interstitialis \| \| \| \| |
|                | \| \| Pseudospinaria attenuata \| \| \| \| \| \| Pseudospinaria interstitialis \| \| \| \| |
|                | Pseudospinaria attenuata                                                                   |
|                |                                                                                            |
|                | Pseudospinaria interstitialis                                                              |
|                |                                                                                            |